# Ishaq Dar
Ishaq Dar (en ourdou : محمد اسحاق ڈار), né le 13 mai 1950 à Lahore, est un économiste et homme politique pakistanais. Il est surtout connu pour avoir été quatre fois ministre des Finances du pays et être un proche de Nawaz Sharif.
Ishaq Dar est un membre proéminent de la Ligue musulmane du Pakistan (N), dans laquelle il occupe plusieurs postes de responsabilité. Il a été successivement député, ministre du Commerce, ministre des Finances et sénateur. Il a dirigé le groupe de son parti au Sénat et a été chef de l'opposition de la chambre haute de 2012 à 2013. Il est ministre des Finances de 2013 à 2017, durant le troisième mandat de Nawaz Sharif, avant d'être destitué par la Cour suprême à l'instar de celui-ci. Malgré cette décision, Dar est de nouveau nommé ministre des Finances par Shahid Khaqan Abbasi, avant de quitter définitivement ses fonctions durant la même année.

## Biographie

### Étude et carrière professionnelle
Il est diplômé de l'Université du Pendjab en 1968 et 1972. Il obtient son Bachelor de commerce en se classant premier et a reçu une médaille d'or. Il a également obtenu un diplôme d'expert-comptable en Angleterre. 
En 1993, il devient président de la Chambre de commerce et d'industrie de Lahore. 

### Carrière politique

#### Ministre du Commerces puis des Finances 1997 à 1999
Ishaq Dar a été élu député de l'Assemblée nationale pour la première fois lors des élections législatives pakistanaises de 1993, avant d'être réélu lors des élections législatives pakistanaises de 1997 alors que son parti remporte une nette majorité absolue. Ishaq Dar devient alors ministre du Commerce le 17 février 1997, puis cumulativement ministre des Finances le 6 novembre 1998 dans le gouvernement du Premier ministre Nawaz Sharif. Il est alors chargé de négocier avec le Fonds monétaire international un prêt pour le Pakistan alors que le pays connait des difficultés économiques et financières importantes. Il perd son poste lors du coup d’État du général Pervez Musharraf le 12 octobre 1999.

#### Sénateur
En 2003, il est élu sénateur pour seulement trois ans, et dirige alors le groupe de la Ligue musulmane du Pakistan (N) au Sénat. Il est réélu en 2006 pour un mandant de six ans, puis de nouveau en 2012 pour un nouveau mandat de six ans. Il dirige toujours aujourd'hui le groupe de son parti au Sénat. En mars 2012, il est élu chef de l'opposition au Sénat.
Ishaq Dar est membre de la commission chargée de rédiger le 18e amendement à la Constitution. Il s’efforce alors à créer un consensus politique autour de la réforme qui permettra à l'amendement d'être voté à la quasi-unanimité au Parlement. En 2011, il est vice-président de la commission chargée de l'application de l'amendement. Il a aussi été président de la section « affaires internationales » de son parti.

#### Éphémère ministre des Finances en 2008

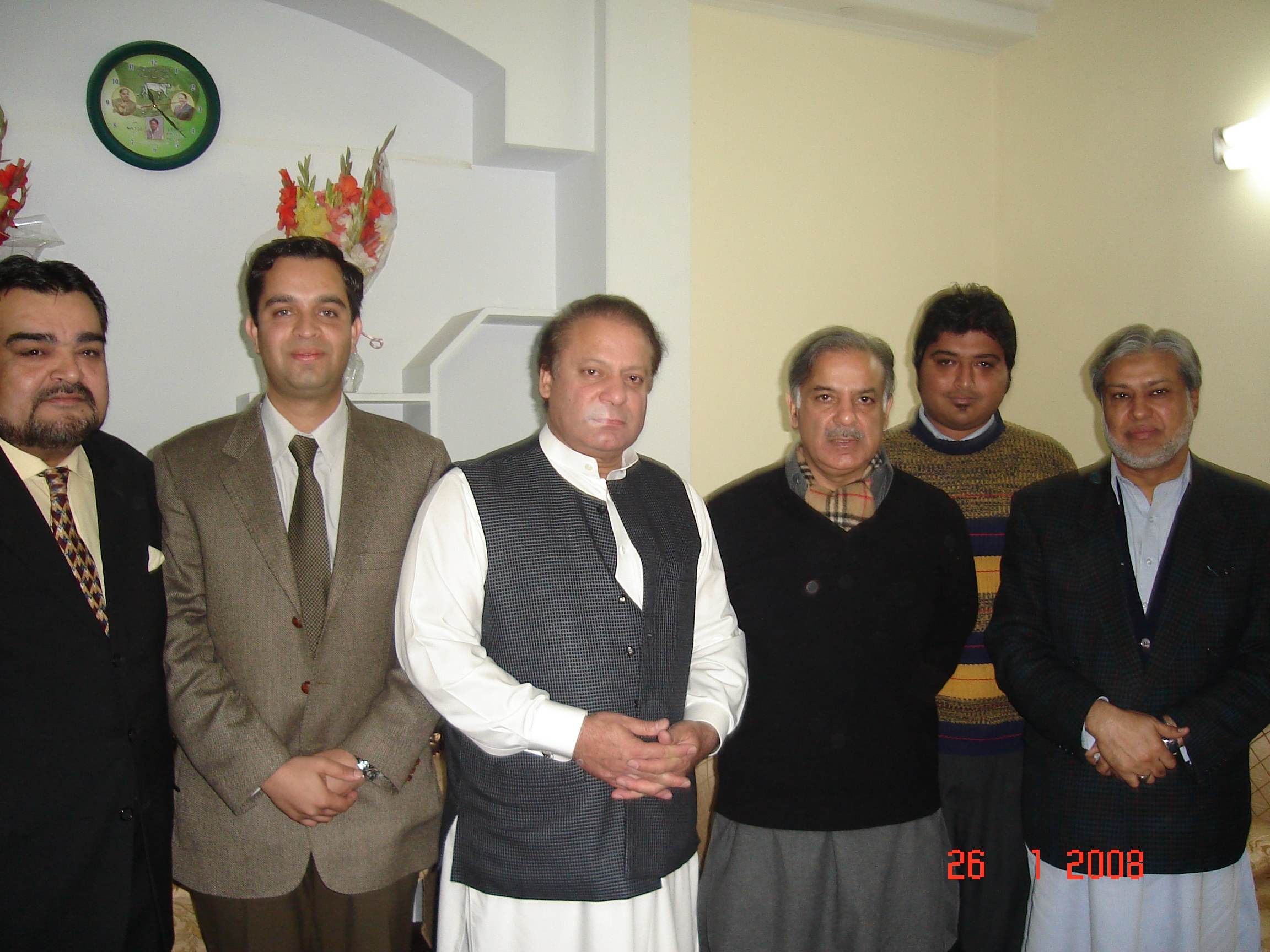
Ishaq Dar tout à droite, accompagné de Nawaz Sharif au centre.

À la suite des élections législatives de 2008, la Ligue musulmane de Nawaz Sharif arrive deuxième et elle rejoint le gouvernement de coalition mené par Youssouf Raza Gilani. Ishaq Dar redevient alors ministre des Finances le 31 mars 2008 et il doit faire face à des difficultés économiques et financières exceptionnelles. Toutefois, dès le 12 mai 2008, il quitte son poste en même temps que tous les ministres de son parti pour protester contre l'absence de réintégration des juges révoqués par l'ancien président Pervez Musharraf en 2007 (voir mouvement des avocats), condition pourtant incluse dans les accords de coalition. Son parti quitte la coalition parlementaire pour siéger à l'opposition.

#### Retour au ministère des Finances en 2013
Après la victoire de la Ligue musulmane du Pakistan (N) aux élections législatives du 11 mai 2013, Nawaz Sharif redevient Premier ministre et Ishaq Dar est à nouveau nommé ministre des Finances alors qu'il était largement pressenti à ce poste. En fonction, il gère la délicate situation financière dans laquelle se trouve le pays et sollicite un prêt du Fonds monétaire international contre une rigueur budgétaire. Il parvient à mener le programme jusqu'à sa fin et à redresser la croissance économique du pays, mais l'économie continue de souffrir des coupures de courants et les secteurs du textile et de l'agriculture souffrent particulièrement. Les inégalités se sont également accrues sous ses fonctions,.
Le 28 juillet 2017, il est démis de ses fonctions par la Cour suprême aux côtés du Premier ministre Nawaz Sharif, dans le cadre d'une enquête sur l'évasion fiscale pratiquée par le chef du gouvernement. Ishaq Dar avait remis à la justice de faux documents censés disculper Nawaz Sharif concernant les biens immobiliers acquis à l'étranger. Le 4 août 2017, il est cependant de nouveau nommé ministre des Finances par Shahid Khaqan Abbasi. Il abandonne ensuite ses fonctions en novembre de la même année après avoir quitté le pays. Il demeure cependant ministre sans portefeuille.

#### Fuite du pays et poursuites pour corruption
En février 2018, la commission électorale rejette sa candidature aux sénatoriales. Il est cependant déclaré élu le 9 mars,. Il perd son poste de ministre le 11 mars après l'expiration de son mandat précédent de sénateur. Le 30 juin, sur décision de la Cour suprême, la commission électorale suspend son élection du fait de ses absences lors de ses convocations par la justice.
En juillet 2018, le Bureau national des comptes lui reproche un patrimoine jugé anormalement élevé de 832 millions de roupies, soit près de six millions d'euros. Alors qu'il se trouve à Londres, il est déclaré « fugitif » et le ministère de l'Intérieur demande son extradition via Interpol. N'ayant pas obtenu un passeport ordinaire après le retrait de son passeport diplomatique par le gouvernement d'Imran Khan en septembre 2018, il devient apatride.
Le 11 janvier 2022, la commission électorale le déclare de nouveau élu.

#### Retour au ministère des Finances en 2022
En juin 2022, après le retour au pouvoir de la Ligue musulmane du Pakistan (N), son retour au pays est jugé probable. Le ministre des Finances Miftah Ismail, dont le mandat expire le 18 octobre, se montre disposé à lui céder ses fonctions. En juillet 2022, il obtient un nouveau passeport,.
Le mandat d'arrêt est suspendu le 24 septembre. Ismail démissionne le 25 septembre et Dar retourne au Pakistan le lendemain. Il prend ses fonctions de sénateur le 27 septembre, puis de ministre le lendemain.

#### Vice-Premier ministre et ministre des Affaires étrangères en 2024
Le 11 mars 2024, après les élections législatives pakistanaises de 2024, il devient ministre des Affaires étrangères. Le 28 avril, est nommé vice-Premier ministre.
Il est réélu sénateur lors des élections sénatoriales pakistanaises de 2024. Le 2 avril, il est nommé par le président de la République Asif Ali Zardari pour présider la séance inaugurale du Sénat jusqu'à l'élection d'un nouveau président.